# Реёвец-Фабрычны (гмина)
Реёвец-Фабрычны (пол. Rejowiec Fabryczny) — сельская гмина (волость) в Польше, входит как административная единица в Хелмский повет, Люблинское воеводство. Население — 4635 человек (на 2004 год).

## Сельские округа
- Голомб
- Юзефин
- Кане
- Красне
- Кшивоволя
- Лещанка
- Лишно
- Лишно-Колёня
- Павлув
- Торунь
- Вулька-Каньска
- Вулька-Каньска-Колёня
- Залесе-Каньске
- Залесе-Красеньске

## Соседние гмины
- Гмина Лопенник-Гурны
- Гмина Реёвец
- Реёвец-Фабрычны
- Гмина Седлище
- Гмина Травники